# Montagut (Arieja)
Montagut de Coserans (en francès Montégut-en-Couserans) és un municipi francès, situat a la regió d'Occitània, departament de l'Arieja.